# Winak
Winak es un sitio arqueológico del Perú, en el departamento de Huánuco.

## Toponimia
El nombre Winak traducido del quechua al castellano significa creciente.

## Ubicación

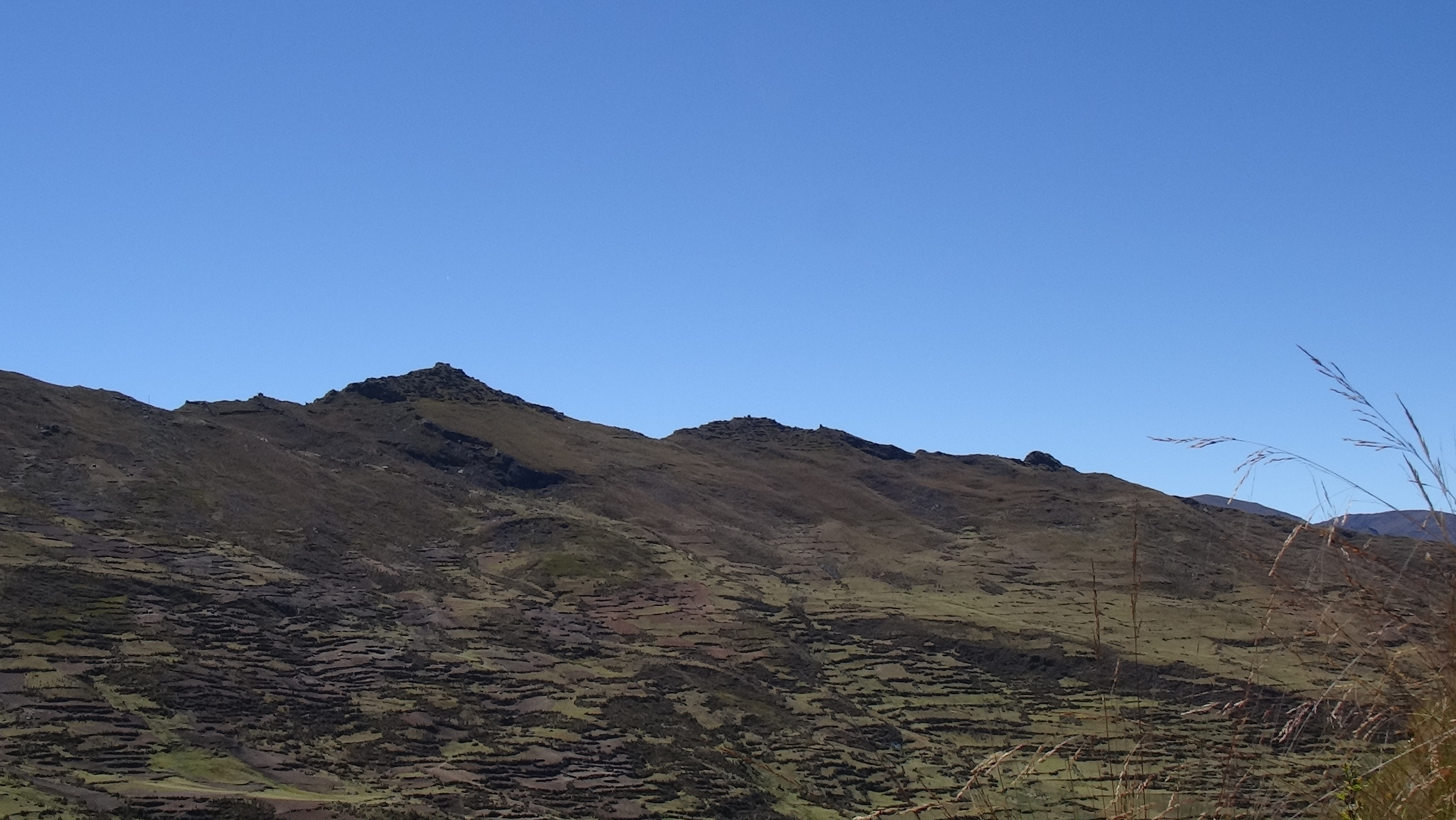
Filo de la montaña Winak, visto desde el complejo arqueológico Huata (Wata). Se distingue las ruinas homónimas.

Se ubica en la ladera y cima de la montaña homónima, a una altitud de 4156 m s. n. m. próximo al C.P. Santa Rosa de Pampam, el cual se ubica en el flanco sur de dicha montaña, en la jurisdicción del distrito de Singa, provincia huanuqueña de Huamalíes; en el margen suroeste del río Jauranga a 7 km de la ciudad de Singa, en el espacio geográfico denominado Alto Marañón.
Esta montaña corresponde a los territorios más septentrionales del departamento de Huánuco respecto a la margen oeste del río Marañón, puesto que hasta aquí dicho departamento domina ambas márgenes del río mencionado, su flanco norte es delimitado por la quebrada Jauranga, cuyo río que es afluente del Marañón, es límite natural con el espacio del distrito de Rapayán en la provincia de Huari del departamento de Áncash.

## Descripción

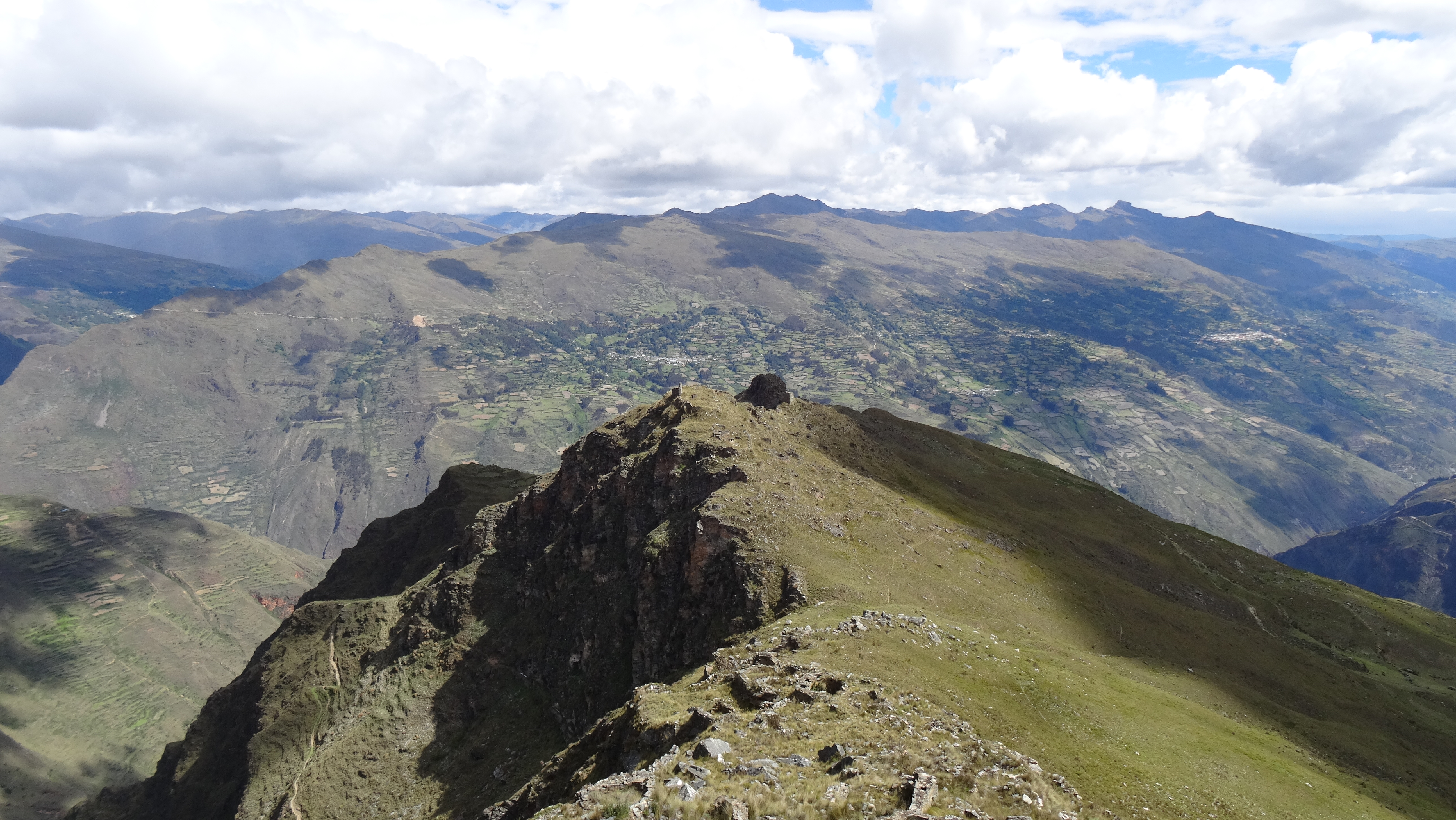
Vista del sector este desde la cima del sector oeste, destaca al centro de la foto la estructura piramidal truncada cuadrangular. Al fondo garganta del río Marañón.

Este sitio arqueológico fue un centro urbano conformado por dos sectores oeste y este, debido a la forma del filo de la montaña Winak pues presenta dos cumbres: Oeste y Este. Las construcciones para ambos sectores están hechas a base de lajas de rocas cortadas dispuestas en forma horizontal y unidas con argamasa de barro. Cada sector posee una estructura notable por tener forma de una pirámide trunca o tronco de pirámide.

### Sector oeste

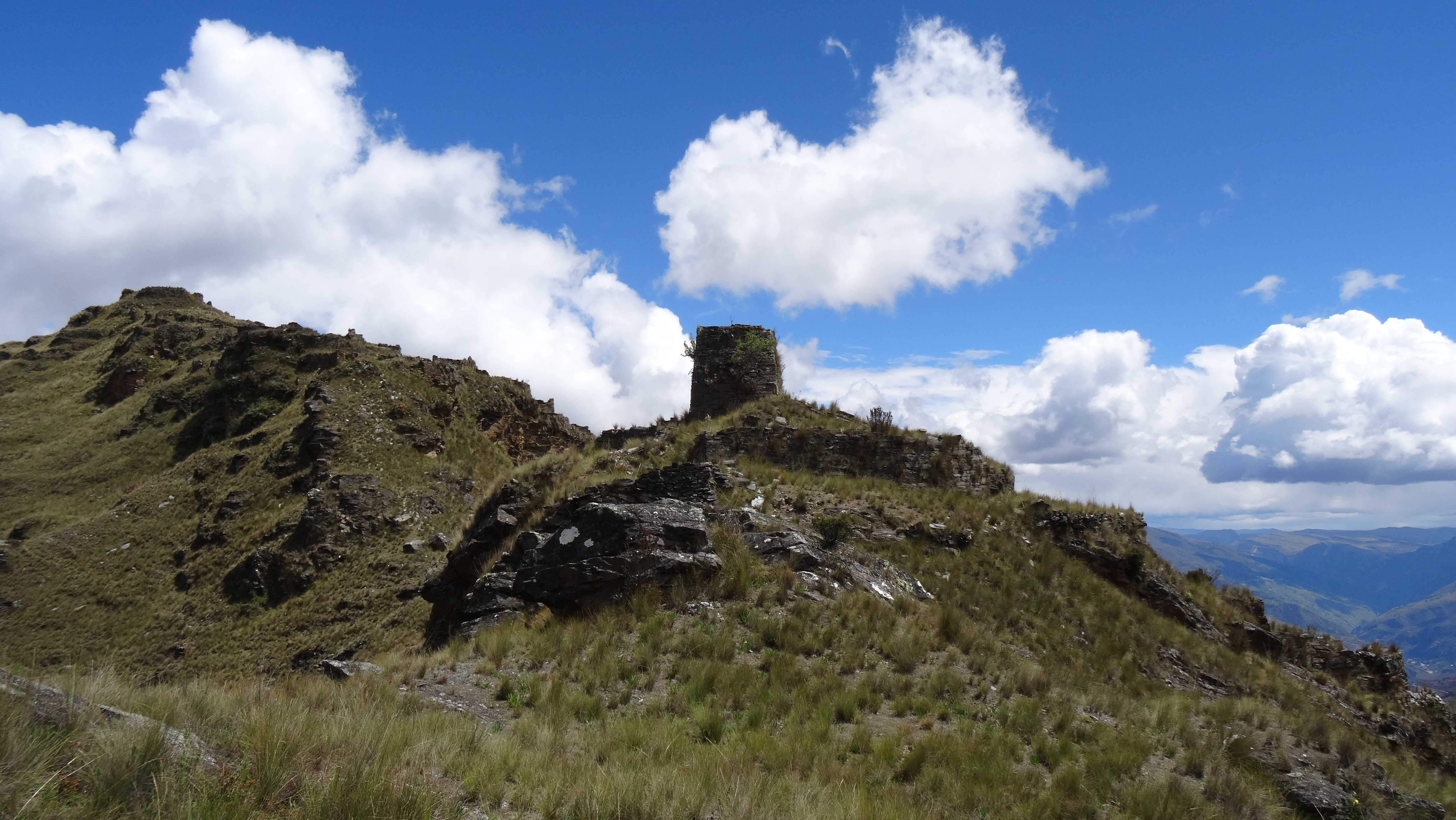
Ingreso al sector oeste de Winak. En primer plano la estructura de forma de tronco de pirámide y al fondo a la izquierda la cumbre del sector oeste.

Es en donde se encuentra el ingreso al complejo, este sector en su perímetro exterior tiene una hilera de muralla construido en forma escalonada. El conjunto en su totalidad esta distribuido en forma cónica para adecuarse al topografía accidentada de este sector, el recorrido de oeste a este es de subida y en un tramo hay una hilera de muros en cuyo centro hay una estructura de forma de tronco de pirámide con base rectangular. Alrededor de este conjunto hay restos de estructuras de forma semicilíndrica, lo que hace pensar que bien pueden ser almacenes o lo más probable es que hayan sidos observatorios o puestos de vigilancia. El conjunto termina en la cumbre oeste de la montaña a la que se accede por un difícil camino debido a los flancos empinados, la cumbre es un pequeño plano de una forma casi circular y bordeado por restos de murallas.

### Sector este

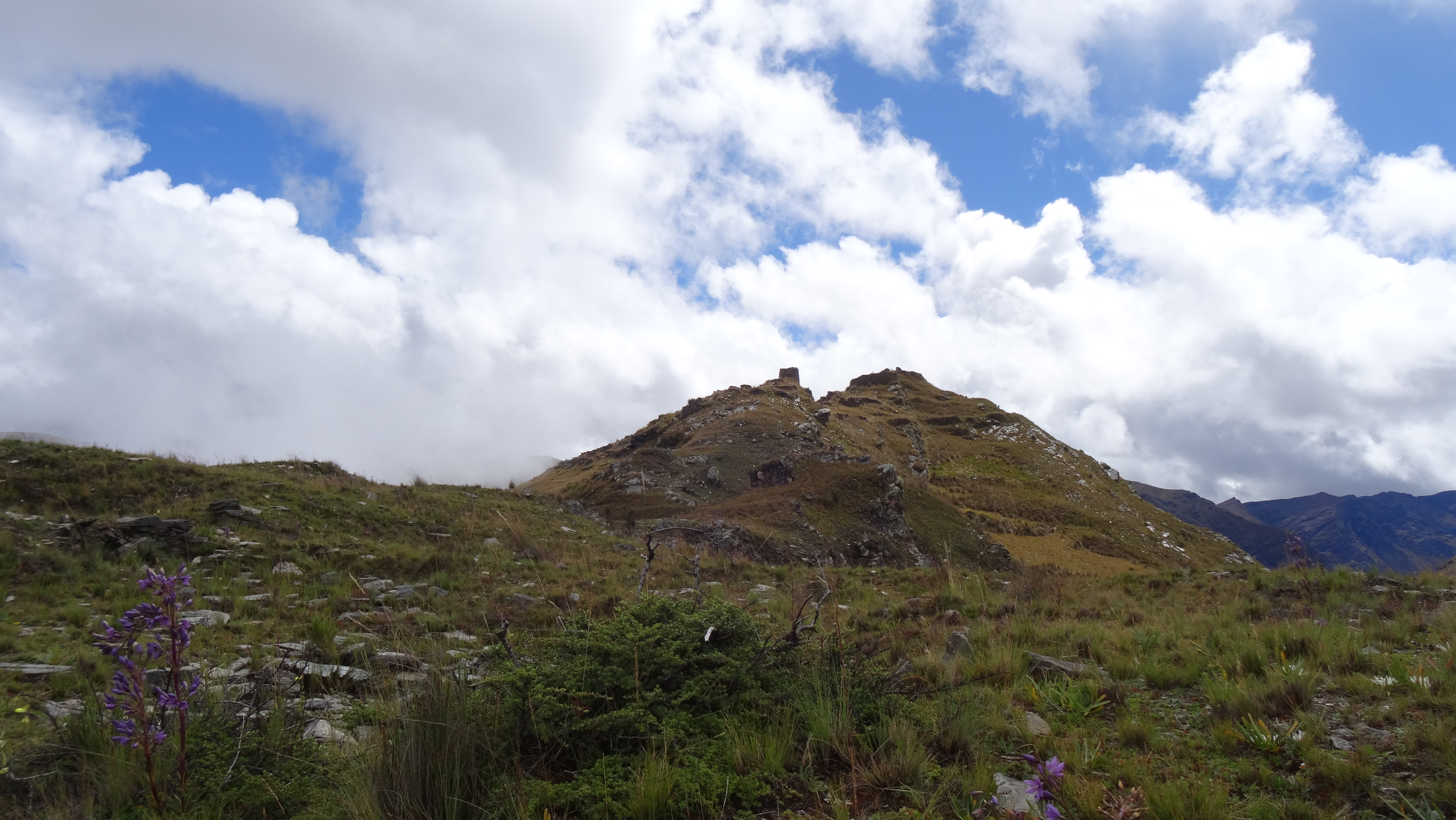
Vista del sector este de Winak desde el extremo este de la montaña homónima. Al centro de la foto la estructura de forma de tronco de pirámide.

A este sector en forma directa se llega por una camino que parte del sector oeste. Su conjunto esta rodeado por una muralla por el lado este y parte del lado sur, se añade que el perímetro de la muralla es de forma escalonada para así adecuarse a la topografía del terreno. En dicho sector se distingue una estructura de menor altura de forma de tronco de pirámide también de base cuadrangular y de construcción a base de lajas de rocas cuidadosamente cortadas y labradas.

## Acceso

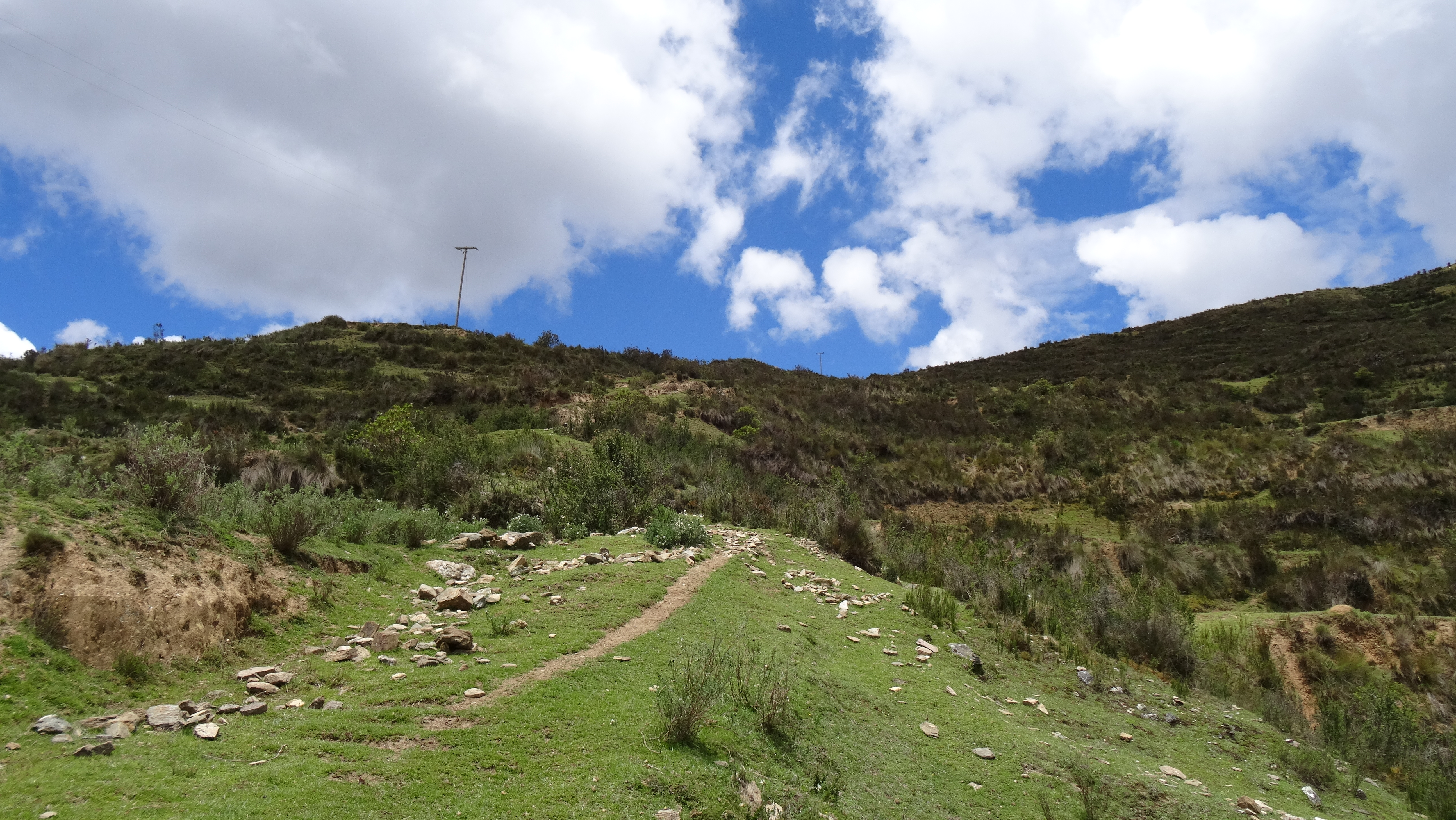
Camino hacia el complejo arqueológico de Winak.

El recorrido es terrestre y para ello, se debe llegar primero desde Lima hacia Llata, capital provincial de Huamalíes. En Llata se consigue transporte público o privado hasta la ciudad de Singa en un recorrido de 40 km y luego hasta el poblado de Santa Rosa de Pampam en un recorrido de 10 km en transporte particular. A partir de dicho poblado el recorrido de 3 km hasta Winak, solo se puede hacer bien a pie o a lomo de caballo.

## Galería
- Wikimedia Commons alberga una categoría multimedia sobre Winak.